# The Valiant (film fra 1929)
The Valiant er en amerikansk dramafilm fra 1929, produceret og instrueret af William K. Howard. Filmen var Paul Muni debutfilm, og han
blev nomineret til en Oscar for bedste mandlige hovedrolle for sin rolle i filmen. Tom Barry blev nomineret til en Oscar for bedste filmatisering for filmens manuskript.
Selvom filmen beskrives af mindst en kilde som værende en stumfilm med talesekvenser, synkroniseret musik og lydeffekter men The Valiant har løbende dialog og er en fuld tonefilm uden en tilsvarende stumfilmsversion.

## Eksterne Henvisninger
- The Valiant på Internet Movie Database (engelsk)
- The Valiant på AlloCiné (fransk)
- The Valiant på AllMovie (engelsk)
- The Valiant hos American Film Institute (engelsk)
- The Valiant på Turner Classic Movies (engelsk)
- The Valiant på The Movie Database (engelsk)